# Preparctia romanowi
Preparctia romanowi là một loài bướm đêm thuộc phân họ Arctiinae, họ Erebidae.